# Drużynowe Mistrzostwa Świata Juniorów na Żużlu 2019
Drużynowe Mistrzostwa Świata Juniorów na Żużlu 2019 (DMŚJ) – cykl turniejów żużlowych, mających wyłonić najlepszą drużynę narodową (do lat 21) w sezonie 2019. Po raz 12. w historii złote medale zdobyli reprezentanci Polski.

## Finał
- Manchester, 12 lipca 2019
- sędzia: Giuseppe Grandi (Włochy)

| Msc |                                                                                | Drużyna / Zawodnik                                      | Biegi           | Punkty |
| --- | ------------------------------------------------------------------------------ | ------------------------------------------------------- | --------------- | ------ |
| 1   |                                                                                | Polska                                                  | Polska          | 41     |
| 1   | Maksym Drabik Dominik Kubera Wiktor Lampart Bartosz Smektała Michał Gruchalski | (3,3,2,2,1) (3,2,2,3,2) (0,3,2,0,0) (3,3,3,3,1) ns      | 11 12 5 13 –    |        |
| 2   |                                                                                | Wielka Brytania                                         | Wielka Brytania | 33     |
| 2   | Robert Lambert Daniel Bewley Drew Kemp Kyle Bickley Leon Flint                 | (2,3,6!,3,3,3) (3,1,2,3,1,1) (1,0,1,-,0) (0,0,-,t) (0)  | 20 11 2 0       |        |
| 3   |                                                                                | Dania                                                   | Dania           | 31     |
| 3   | Frederik Jakobsen Patrick Hansen Mads Hansen Jonas Jeppesen Tim Soerensen      | (2,1,1,2!,D,2) (2,1,0,-,3) (1,1,3,2,2,2) (1,2,1,-,2) ns | 8 6 11 6 –      |        |
| 4   |                                                                                | Australia                                               | Australia       | 21     |
| 4   | Jaimon Lidsey Jordan Stewart Matthew Gilmore Kye Thomson Zach Cook             | (2,2,0,4!,1,3) (0,2,0,0,3) (1,u,0,-) (0,0,1,-,1) (1,0)  | 12 5 1 2 1      |        |

Bieg po biegu:

## Bieg po biegu
1. Smektała, Lambert, Jeppesen, Stewart
2. Bewley, Lidsey, M. Hansen, Lampart
3. Drabik, P. Hansen, Gilmore, Bickley
4. Kubera, Jakobsen, Kemp, Thomson
5. Drabik, Jeppesen, Bewley, Thomson
6. Lambert, Kubera, M. Hansen, Gilmore (u)
7. Smektała, Lidsey, P. Hansen, Kemp
8. Lampart, Stewart, Jakobsen, Bickley
9. Lambert (6!), Kubera, Jeppesen, Lidsey
10. M. Hansen, Drabik, Kemp, Stewart
11. Lambert, Lampart, Thomson, P. Hansen
12. Smektała, Bewley, Jakobsen, Gilmore
13. Smektała, M. Hansen, Cook, Bickley (t)
14. Bewley, Lidsey (4!), Jakobsen (2!), Lampart
15. Kubera, M. Hansen, Bewley, Stewart
16. Lambert, Drabik, Lidsey, Jakobsen (d)
17. P. Hansen, Kubera, Thomson, Flint
18. Stewart, M. Hansen, Smektała, Kemp
19. Lidsey, Jeppesen, Bewley, Lampart
20. Lambert, Jakobsen, Drabik, Cook